# Nuth Sinoun
Nuth Sinoun (10 ottobre 1985) è un calciatore cambogiano, di ruolo attaccante.

## Carriera

### Nazionale
Tra il 2004 ed il 2010 ha totalizzato complessivamente 10 presenze e 3 reti con la nazionale cambogiana.